# Erol Keskin
Erol Keskin (* 2. März 1927 in Istanbul; † 1. Oktober 2016 ebenda) war ein türkischer Fußballspieler. Durch seine lange Tätigkeit für Fenerbahçe Istanbul wurde er stark mit diesem Verein assoziiert. Zudem zählte er auch zu den wichtigsten Spielern seines zweiten Vereins Adalet SK. Mit der türkischen Nationalmannschaft nahm er an der Weltmeisterschaft 1954 und an den Olympischen Sommerspielen 1948 teil.

## Spielerkarriere

### Verein
Keskin begann seine Profifußballkarriere beim Istanbuler Traditionsverein Fenerbahçe Istanbul. Zu dieser Zeit existierte in der Türkei keine landesübergreifende Profiliga. Stattdessen existierten in den Ballungszentren wie Istanbul, Ankara und Izmir regionale Ligen, wovon die İstanbul Futbol Ligi (dt.: Istanbuler Fußballliga) als die renommierteste galt. Zudem wurde ab 1936 der Versuch unternommen, mit der Türkiye Maarif Mükafatı eine Art nationale Meisterschaft zu etablieren. Eine als Turnier konzipierte und unregelmäßig veranstaltete nationalen Fußballliga der Türkei. Keskin gab sein Debüt für Fenerbahçe in der Maarif Mükafatı vom 16. April 1944 gegen Vefa Istanbul. In dieser Partie gelang Keskin auch gleich sein erstes Tor. Bis zum Saisonende am 15. Mai 1943 absolvierte Keskin drei weitere Spiele. Zur neuen Saison nahm Fenerbahçe wieder am regulären Spielbetrieb der Istanbuler Fußballliga teil. Keskin kam während der Saison 1944/45 bei lediglich einem Spiel zum Einsatz, absolvierte aber stattdessen im Pokal des Bildungsministeriums und dem Premierminister-Pokal nahezu alle Spiele seiner Mannschaft. Seine Mannschaft holte beide Pokale und wurde in der Istanbuler Fußballliga hinter dem Erzrivalen Beşiktaş Istanbul Vizemeister. Ab dem Sommer 1945 stieg Keskin zum Stammspieler auf und war mit kleinen Unterbrechungen die nächsten sechs Spielzeiten als Stürmer gesetzt. Die Saison 1945/46 beendete er mit seiner Mannschaft wieder als Vizemeister und gewann erneut den Pokal des Bildungsministeriums. Die nachfolgende Saison gelang ihm mit Fenerbahçe die Meisterschaft der Istanbuler Fußballliga und in der Saison 1947/48 die Titelverteidigung. Keskin spielte noch drei weitere Spielzeiten für Fenerbahçe und konnte in dieser Zeit mit seiner Mannschaft nur in der Spielzeit 1949/50 die Pokal des Bildungsministeriums und den Premierminister-Pokal gewinnen.
1951 verließ Keskin Fenerbahçe und wechselte zum Stadtrivalen Adalet SK. Mit diesem Verein spielte er bis zum Sommer 1952 in der İstanbul İkinci Küme (dt.: Zweite Istanbuler Liga), in der sich u. a. auch Vereine wie Eyüpspor, Beyoğluspor, İstanbulspor, Kasımpaşa Istanbul, Topkapı Istanbul, Rami SK und Taksim SK befanden. In der Zwischenzeit wurde im Frühjahr der Fußball in Istanbul reformiert und die bisherige İstanbul Futbol Ligi (dt.: Istanbuler Fußballliga) in die İstanbul Profesyonel Ligi (dt.: Istanbuler Profiliga) überführt. Die erste Saison dieser neuen Liga fand von Frühjahr 1952 bis zum Sommer 1952 statt. Anschließend wurde in der zweiten Saison die Liga von acht auf zehn Mannschaften erweitert. Aus der 2. Istanbuler Liga wurden die beiden Mannschaften Adalet SK und Beyoğluspor aufgenommen, wodurch Keskin fortan mit seiner Mannschaft in dieser Liga spielte. Für Adalet spielte Keskin die nächsten sieben Spielzeiten und konnte mit seiner Mannschaft im Jahr 1955 den Atatürk-Pokal gewinnen.
Mit dem Ende der Spielzeit 1957/58 beendete Keskin seine aktive Spielerlaufbahn und wurde bei Adalet Vereinsfunktionär. Bereits einen Monat später kündigte er seine Stelle als Vereinsfunktionär. Ein Jahr nach dem Ende seiner Fußballkarriere deutete Keskin einen Comeback als Spieler bei Adalat an, nachdem bekannt wurde, dass Halil Özyazıcı wieder Cheftrainer bei Adalet werden sollte. So nahm Keskin nach der erneuten Einstellung Özyazıcıs am Training von Adalet teil. Später kam es doch nicht zu dem erhofften Comeback.

### Nationalmannschaft
Keskin wurde das erste Mal im April 1948 in den Kader der türkischen Nationalmannschaft nominiert. Hier gab er im Rahmen eines Testspiels gegen die griechische Nationalmannschaft sein Länderspieldebüt. Nach diesem Spiel gehörte er in den nachfolgenden vier Jahren zu den regelmäßig nominierten Spielern und nahm mit der Nationalmannschaft an den Olympischen Sommerspielen 1948 teil. Hier erreichte Keskin mit seinem Team das Viertelfinale und scheiterte in diesem mit einer 1:3-Niederlage an Jugoslawien. Keskin absolvierte während dieses Turniers alle zwei Spiele seines Teams.
Im Sommer 1949 nahm Keskin mit der Türkei am Mittelmeerpokal teil und belegt hinter der zweiten Auswahl der italienischen Nationalmannschaft den zweiten Platz.
Keskin gehörte in der ersten Partie der türkischen U-21-Nationalmannschaft, die am 28. Oktober 1950 im Rahmen des Mittelmeerpokals gegen die ägyptische U-21-Nationalmannschaft gespielt wurde, zum Einsatz.
Keskin wurde 1954 in den Kader der Türkei für die Weltmeisterschaft 1954 berufen. Hier belegte man am Ende der Gruppenphase punktgleich mit der deutschen Auswahl den zweiten Tabellenplatz. Obwohl man das bessere Torverhältnis hatte, wurde nach der damaligen Regelung der Gruppenzweite durch ein Entscheidungsspiel zwischen diesen beiden Teams entschieden. Diese Begegnung entschied Deutschland 7:2 für sich. Keskin absolvierte während dieses Turniers drei Spiele und erzielte in der Partie gegen die südkoreanische Nationalmannschaft das Tor zum 7:0 seiner Mannschaft. Nach der WM wurde Keskin nicht mehr für die Nationalmannschaft berücksichtigt.

## Tod
Laut einer Pressemitteilung von Fenerbahçe Istanbul verstarb Keskin am 1. Oktober 2016 im Alter von 89 Jahren. Ein Tag nach seinem Tod wurde er nach dem Totengebet in der Teşvikiye-Moschee im Stadtteil Şişli auf dem Kanlıca Friedhof beigesetzt. Zu seiner Beerdigung erschienen viele Größen des türkischen Fußballs.

## Erfolge
Mit Fenerbahçe Istanbul
- Meister der İstanbul Futbol Ligi: 1943/44, 1946/47, 1947/48
- Sieger im Pokal des Bildungsministeriums: 1944/45, 1945/46, 1949/50
- Premierminister-Pokal-Sieger: 1944/45, 1949/50

Mit Adalet SK
- Atatürk-Pokal-Sieger: 1955

Mit der türkischen Nationalmannschaft
- Teilnahme an den Olympischen Sommerspielen: 1948
- Zweiter im Mittelmeerpokal: 1949
- Teilnahme an der Fußball-Weltmeisterschaft: 1954